# Saunier Duval
 (juillet 2010).
Saunier Duval est une entreprise spécialisée dans la conception, la fabrication et la vente de matériel de chauffage : pompes à chaleur, chaudières, chaudières à condensation au gaz, chauffe-bains, systèmes solaires et systèmes hybrides.

## Saunier Duval
Saunier Duval France dispose de huit directions régionales réparties sur le territoire. Son site de production historique est à Nantes. Saunier Duval est une marque de Vaillant Group.

## Histoire de Saunier Duval

### Fondation de l'entreprise
Charles Saunier, ancien élève de l’École polytechnique, est directeur de la Maison Bengel Frères. Cette entreprise, fondée en 1850, est à l’époque spécialisée dans la fabrication de chauffage et d’appareils d’éclairage au gaz.
En 1907, à la suite du décès de son frère, Joachim Bengel décide de céder son entreprise à deux de ses dirigeants : Charles Saunier et Maurice Duval, un industriel. L’entreprise Saunier Duval & Cie est née.
Le 4 septembre 1916, Charles Saunier meurt au champ d’honneur. La guerre finie, ses héritiers et son associé décident de choisir un troisième partenaire : Henry Frisquet, ingénieur des Arts et Métiers et directeur de fabrication de la maison depuis neuf ans.
L’entreprise change alors de nom et devient la société Saunier Duval Frisquet. Située au 99 avenue de la République, à Paris, elle va connaître un essor considérable avec la production industrielle de chauffe-bain en cuivre et d’éclairages publics.

### Éclairage public au gaz

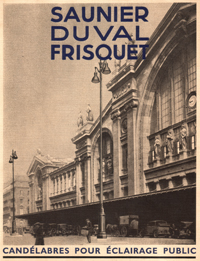
Affiche de Saunier Duval Frisquet 1920

Dans les années 1920-1930, l'entreprise Saunier Duval Frisquet fabrique des milliers de candélabres et de réverbères pour toute la France. Cette activité s’est fortement développée dès 1910, avec la reprise des établissements Lacarrière. Ces derniers apportent avec eux des contrats passés avec la Ville de Paris, la Banque de France, la Bourse, la Compagnie des agents de change, le Sénat, les Palais Nationaux, etc. Les plus belles réalisations de l’époque concernent l’éclairage du pont Alexandre-III, de la place de la Concorde et de la Banque de France. 
Saunier Duval Frisquet est également chargé de l’éclairage de plusieurs grandes manifestations comme l’Exposition coloniale de 1931 ou les nombreux salons organisés au Grand Palais : salons de l’Automobile et de l’Aviation, concours hippiques, salon des Arts ménagers, salon de l’Enfance, Exposition Internationale des Arts décoratifs et Industriels Modernes de 1925...

### Développement de l’activité chauffe-eau, chauffe-bain
En 1922, avec la reprise des Établissements Farge, Saunier Duval Frisquet développe sa branche « eau chaude / chauffage », qui va devenir rapidement le secteur phare du fabricant. Avec ce rachat, l’entreprise récupère des ateliers à Montreuil-sous-Bois, Vincennes et Nice. Son premier réseau d’agences de distribution est progressivement mis en place dans les grandes villes françaises : Paris, Marseille, Lyon, Lille, Toulouse, Nice, Bordeaux, Nantes et Nancy.
Saunier Duval Frisquet développe jusqu'à l'époque de la guerre une gamme variée de chauffe-eau chauffe-bains : Vesuvio, Stromboli, Ménagère, Junior, Torrivius, Saunival, Vesuvius, Vesugaz, Express,... Fabriqués dans les usines de Montreuil et de Vincennes, ils sont conçus pour fonctionner en utilisant les divers gaz combustibles : gaz de ville, butane, propane, gaz naturel et air propané. Ils ont même été étudiés pour passer d’un gaz à un autre par un simple changement du brûleur et de veilleuse.

### Période de guerre
Deux modèles vont marquer la production d’appareils de production d’eau chaude par le gaz à partir des années 1940, ce sont le  Vesugaz et le Vesuvius qui seront déclinés sous de multiples modèles dans les décennies suivantes.
Durant la Seconde Guerre mondiale, les usines du fabricant qui se trouvent en zone occupée sont mobilisées pour le marché de la guerre. De nombreux ingénieurs sont mobilisés, les moyens financiers manquent et la pénurie de machines commence à se faire sentir. 
Après guerre, le Vesugaz recevra en 1955 la mention « Beauté France ».
Le Vesuvius est un chauffe-bain instantané de petite taille lancé en 1938, en concertation avec la marque allemande Junker, il sera commercialisé jusqu'au début des années 1990. 
Saunier Duval développe des modèles qui utilisent des énergies alternatives au gaz : le modèle Express, un chauffe-bain fonctionnant au bois, spécifique pour les régions forestières qui ne possèdent pas le gaz, et le Vesuvius 175, qui utilise du pétrole.

### Départ de Maurice Frisquet
Maurice Frisquet, un des héritiers d'Henry Frisquet, crée une entreprise indépendante en 1936, sa chaudière murale au gaz Hydromotrix obtient la certification NF en 1948 et il quitte la société en 1949.
La société change de nom et s'appelle alors Saunier Duval, elle emménage en 1953 au 17 rue Guillaume-Tell à Paris XVIIe, fait tourner ses usines de Vincennes et Montreuil. 
De son côté, l'entreprise de Maurice Frisquet se développe et devient une société anonyme en 1957, Frisquet SA.
La production de Saunier Duval augmente considérablement en raison de l'activité de construction et de modernisation de l'après-guerre, et de la diffusion du gaz naturel dans les foyers par l'extension des réseaux de canalisations et des systèmes de stockage.
Pour soutenir ce marché en pleine expansion, les usines de Vincennes et Montreuil sont spécialisées dans la fabrication d’appareils fonctionnant au gaz tandis que l’usine de Montigny-lès-Cormeilles, acquise dans le cadre du rachat des Ateliers de la Croix Blanche en 1953, regroupe les fabrications électriques et mécaniques.

### Développement d'un réseau national
Au cours des années 1950-1960, les agences de vente Saunier Duval ouvrent à Bordeaux, Lille, Lyon, Marseille, Nancy, Nantes, Toulouse, Nice, Paris, Caen… Chacune d'elles dispose d'un atelier de réparation, d'une salle d'exposition et de démonstration et de stocks. Elles sont aussi toutes dotées d'un service après-vente.
Ces derniers resteront dans les agences jusqu'aux années 1980, avant d’être regroupés au sein de l'entreprise SDS (Saunier Duval Service) qui prendra ensuite le nom de Soditherm, qui sera elle-même vendue plus tard à Domoservice, et fusionnera avec la CHST-sav devenant Savelys puis Engie Home services.
À la fin des années 1960, les activités d'éclairage de Saunier Duval sont rachetées par l'entreprise belge Schréder, par l'intermédiaire de sa filiale française Comatelec, qui récupéra certains modèles de luminaires initialement conçus et commercialisés par Saunier Duval, comme les lanternes Capella ou RHC, qu'elle continuera de commercialiser sous le même nom.

### Installation à Nantes
En 1965, la production est délocalisée dans une nouvelle usine à Nantes, qui a été rachetée au groupe Hotchkiss-Brandt qui y possédait une émaillerie en contrat avec Saunier Duval. L’usine de Nantes va accueillir dans un premier temps les productions de Vincennes puis celles de Montreuil.
Cette nouvelle usine s’étend sur 45 000 m2 et comprend de nombreux pôles : services techniques, réception, magasin des matières premières, magasin des pièces de rechange, hall d’expéditions et ateliers. Chaque atelier est dédié à une tâche particulière : émaillage, enlèvement des copeaux, injection des plastiques, corps de chauffe, traitement de surface, montage, après-vente...
En 1985, toutes les activités d’études industrielles et de Recherche & Développement, restées à Montreuil, ainsi que toutes les activités de production sont regroupées à Nantes.

### Les chaudières murales mixtes
Pour développer son secteur chauffage, Saunier Duval rachète l'entreprise Coindet Rigidex et ses ateliers parisiens, ce qui lui permet à partir de 1961 de commercialiser la chaudière à gaz murale Celer.
Parallèlement, l’entreprise met sur le marché plusieurs modèles de chaudières chauffage seul (SD 108, 112, 116). En 1963 Saunier Duval va connaître le succès avec le lancement de la SD 216, la toute première chaudière murale mixte qui fournit à la fois l’eau chaude et le chauffage du logement.
Dans les premiers temps, il faut compter un délai de neuf mois pour disposer du modèle. La SD 216 assied la notoriété de la société. Les années 1970 verront ensuite d’autres innovations technologiques comme la chaudière murale à micro-ventouse ou la chaudière sans veilleuse, plus économe.

### Le solaire
Avec le choc pétrolier de 1973, on assiste aussi à une volonté de la part des pouvoirs publics de faire des économies d’énergie. Saunier Duval développe des chauffe-eau solaires (série Saunhélio), des pompes à chaleur (série MSD) et des chaudières à condensation (série Laser). 
C’est ainsi que l’hôpital Necker et certains bureaux de La Défense ont été équipés de panneaux solaires Saunier Duval.

### Introduction en bourse: prise de contrôle et indépendance
En 1965, l’action Saunier Duval est introduite en Bourse. En 1979, Saint-Gobain Pont-à-Mousson devient actionnaire majoritaire de Saunier Duval.
Saunier Duval va alors séparer ses activités et créer deux sociétés distinctes : 
- Saunier Duval Eau Chaude Chauffage (SDECC), pour les appareils d’eau chaude sanitaire et de chauffage.
En 1988, cette branche quitte Saint-Gobain et redevient autonome. Le siège de l’entreprise, alors situé à Montreuil, déménage à Fontenay-sous-Bois, dans les locaux actuels.
- les Entreprises Saunier Duval (ESD), pour les grands travaux électriques.
Cette branche électricité sera cédée par Saint-Gobain à la SGE (aujourd’hui Vinci) en 1985 et prendra le nom de Saunier Duval Électricité (SDEL).
Cette entreprise, qui existe toujours au travers de plusieurs établissements, avec une activité d'ingénierie et de réalisation d'installations électriques, d'automatisme et d'instrumentation, fait partie du Groupe Vinci Energies.
- Éclairage public : la branche éclairage public spécialisée dans la conception et la fabrication de luminaires pour l'éclairage public, est rachetée en 1967 par la société Comatelec, filiale française du groupe Schréder.

### Développement international

Ancien logo.

Saunier Duval commence à se développer à l’international à la fin des années 1960. L’entreprise distribue ses chaudières en Espagne puis acquiert deux sociétés belges, Bulex et Renova.
Dans les décennies qui suivent, Saunier Duval s’implante en Allemagne, en Italie, en Grande-Bretagne, aux Pays-Bas, puis en Pologne, en Hongrie, en Ukraine, en Roumanie…
En URSS et au Japon l’entreprise construit une usine, qui importe une licence technologique Saunier Duval.
L’usine de Nantes ne peut plus fournir à elle seule les appareils à gaz. En 1977, une filiale industrielle est donc créée au Mans sous le nom de Sodugaz: elle s’occupera de l’assemblage des appareils d’eau chaude, de la production de pompes à chaleur, puis de la partie logistique (avant que celle-ci ne soit reprise par Geodis) et des pièces détachées.

### Nouvelles pertes d'indépendance
En 1990, Saunier Duval est racheté par le groupe anglais Hepworth PLC.
Onze ans plus tard, Hepworth est racheté par Vaillant (entreprise), le premier groupe européen dans l’industrie du chauffage.

## Vaillant
Vaillant est le second fabricant européen dans le segment du chauffage et de la climatisation (HVAC)[réf. nécessaire].
Le groupe couvre 90 % de l’offre produit du marché du confort thermique et commercialise aussi bien des chaudières au sol et murales que des chauffe-eau, pompes à chaleur, systèmes solaires thermiques et photovoltaïques, ventilation et climatisation.
Vaillant emploie 12 400 personnes à travers le monde essentiellement concentrées en Europe et en Turquie. Le groupe commercialise ses produits dans 67 pays.
Son siège social est situé à Remscheid, en Allemagne. Outre Saunier Duval, Vaillant compte six autres marques locales ou régionales : Bulex, Demir Döküm, Glow-worm, Hermann, Protherm et Vaillant.

## Dernières innovations
Dans les années 1990, les gammes de chaudières murales gaz se succèdent : Thelia, Themis, Thema, Twin... L’activité climatisation est lancée en 1996.
De nouvelles avancées technologiques voient le jour. Saunier Duval lance ainsi en 1997 Isofast, la première chaudière à micro-accumulation ; puis en 1999, Isomax, une chaudière à accumulation dynamique.
Dans les années suivantes, Saunier Duval lancera Isosplit, une chaudière modulaire et évolutive, puis Isosplit Condens, la première chaudière à condensation nouvelle génération, des chauffe-eau solaires  et des pompes à chaleur.
En 2009, Saunier Duval lance le premier système hybride. Ce système est composé d’une chaudière, d’une pompe à chaleur et d’un boîtier de gestion qui sélectionne l’énergie la plus appropriée suivant plusieurs critères.

## Sponsoring
L'entreprise Saunier Duval a sponsorisé deux équipes cyclistes : en 2003, elle se joint d'abord à l'équipe Vini Caldirola puis co-sponsorise avec le fabricant de stylos Prodir une nouvelle équipe l'année suivante. Saunier Duval se retire le 23 juillet 2008 à la suite des contrôles antidopage positifs de Riccardo Riccò et Leonardo Piepoli sur le Tour de France.

## Notes et références

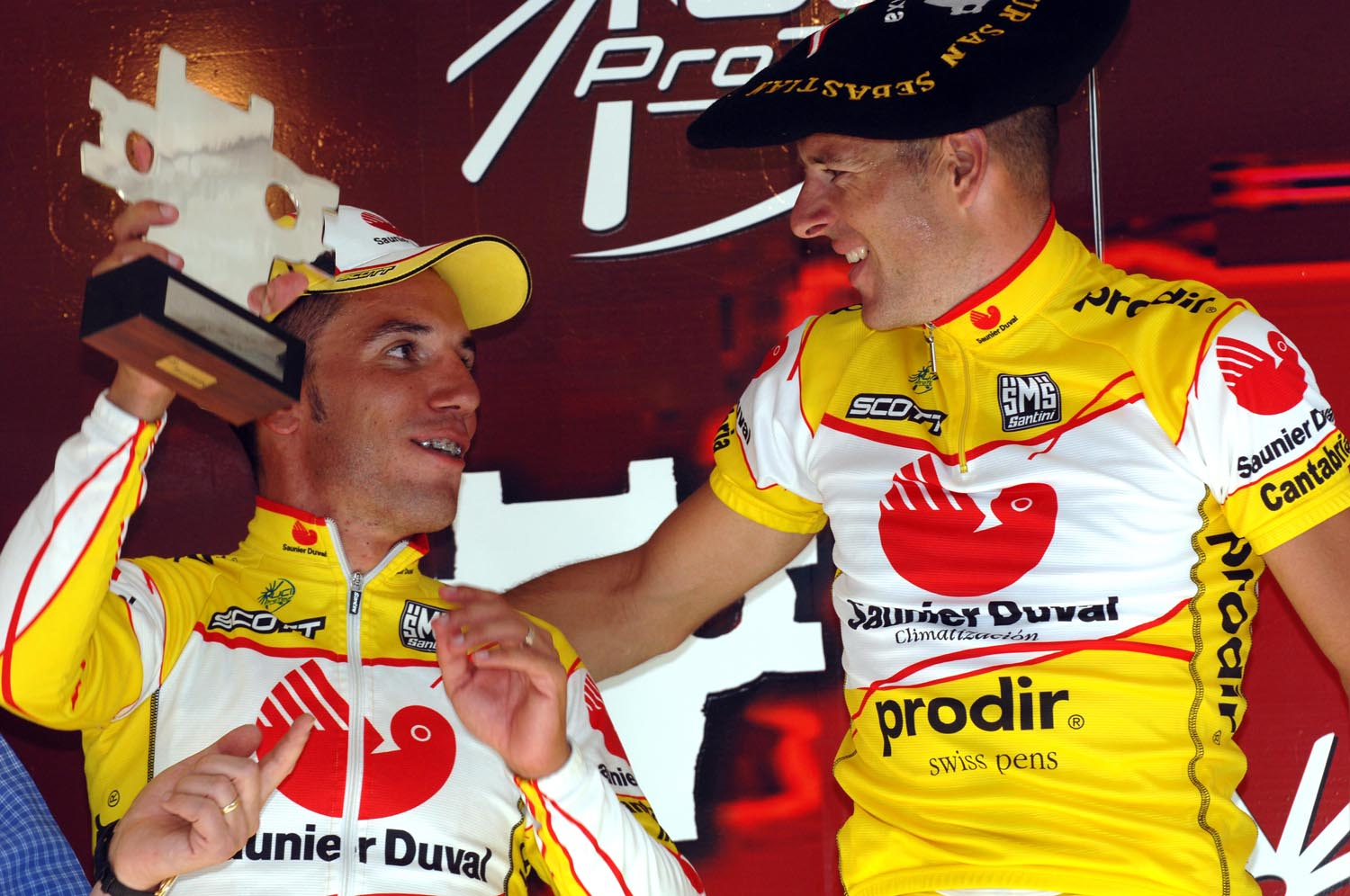
Des coureurs cyclistes de l'équipe éponyme en 2005